# Morriton Manor
Morriton Manor ist eine deutsche Pen-and-Paper-Franchise, die 2017 von Hauke Gerdes erdacht und in Form live gespielter Rollenspielabenteuern von RocketBeans TV produziert wird. Gespielt wird nach dem frei zugänglichen Regelwerk „How to be a Hero“. Mittlerweile umfasst die Reihe fünf Hauptabenteuer sowie ein Spin-off.  Mit über 15 Millionen Aufrufen auf YouTube (Stand: April 2025) ist Morriton Manor das erfolgreichste deutsche Pen-and-Paper-Projekt. Die erste Ausgabe ist mit 3,3 Millionen Aufrufen weiterhin das meistgesehene Video von Rocket Beans TV.
Die Spielwelt ist im viktorianischen Europa des 19. Jahrhunderts angesiedelt, angereichert um Fantasy- sowie Horror-Elemente, und orientiert sich stilistisch an klassischen Detektivgeschichten sowie Call of Cthulhu. Zum dritten Abenteuer „Walpurgisnacht“ veröffentlichte Rocket Beans TV 2019 eine erste Rollenspielbox, mit der das Universum erstmals offiziell nachgespielt werden konnte. Zum fünften Abenteuer folgte 2024 eine zweite Rollenspielbox mit zahlreichen zusätzlichen Inhalten. Darüber hinaus befinden sich eine Animationsserie und ein Computerspiel im Morriton-Manor-Universum in Entwicklung.

## Geschichte und Konzeption
Das Universum entstand ursprünglich 2017 als geplantes One-Shot-Rollenspielabenteuer auf dem Fernsehsender RocketBeans TV. Bereits während der Sendung wurde entschieden, das ursprünglich für einen Abend konzipierte Abenteuer „Was geschah auf Morriton Manor“ auf einen zweiten Teil einen Monat später auszuweiten, um die Handlung abschließen zu können. Setting und Figuren erwiesen sich als so populär, dass Anfang 2018 eine Fortsetzung der Reihe angekündigt wurde.
Morriton Manor zeichnet sich innerhalb der Pen-&-Paper-Formate von Rocket Beans TV durch eine besonders aufwändige und atmosphärisch dichte Inszenierung aus. Die Abenteuer werden als Live-Events mit filmischer Ästhetik gestaltet und kombinieren klassische Pen-&-Paper-Elemente mit improvisiertem Schauspiel, Kostümen, Kulissen, Lichtregie und Sounddesign. Gewissermaßen handelt es sich um eine Form des improvisierten Live-Theaters, in dem der Spielleiter als eine Art Regisseur fungiert, der einen erzählerischen Rahmen vorgibt und die Handlung in eine bestimmte Richtung zu lenken versucht.
Da das titelgebende Mysterium um das Anwesen Morriton Manor abgeschlossen war, wurde die Fortsetzung unter dem neuen Titel „Morriton Manor Stories“ geführt. Ende 2019 folgte der dritte Teil der Reihe bei dem der Titel erneut verkürzt wurde; fortan firmierte das Format unter dem Namen „Morriton Manor“. In diesem Zusammenhang veröffentlichte Rocket Beans TV die erste Morriton-Manor-Rollenspielbox, die damals noch als Erweiterungssetting zum hauseigenen T.E.A.R.S.-Regelwerk erschien. Anschließend pausierte das Format zunächst. Bedingt durch die COVID-19-Pandemie, längere Aufenthalte von Hauke Gerdes in Japan sowie den Fokus auf andere Rollenspiel-Settings vergingen rund vier Jahre, bis Ende 2023 die Geschichte in einem vierten Abenteuer weitergeführt wurde. Dabei kehrte die Reihe vom hauseigenen T.E.A.R.S.-Regelwerk zum ursprünglich verwendeten freien How-to-be-a-Hero-Regelwerk zurück.
Die Hauptfiguren entstammen überwiegend dem aristokratischen oder großbürgerlichen Milieu und bedienen bewusst Klischees und Stereotype viktorianischer Detektivgeschichten. Durch diese Konstellation entsteht ein Spannungsverhältnis aus düsteren, mitunter horroresken Elementen und gleichzeitigem, teils absurder Komik. Der Humor speist sich dabei sowohl aus der Darstellung überzeichneter Figuren als auch aus der spielerischen Brechung genretypischer Motive, was Morriton Manor auch satirische Züge verleiht. Diese Mischung aus Spannung, Ironie und erzählerischer Improvisation trägt maßgeblich zum Unterhaltungswert und zur besonderen Stellung des Formats im Rocket-Beans-Kosmos bei.

## Spielwelt und Figuren

### Setting
Klassisches Setting für die Abenteuer sind europäische Länder im 19. Jahrhundert in der viktorianischen Ära. Typische Schauplätze sind das viktorianische London sowie ländliche Gegenden Englands. Aber auch Paris oder Berlin waren bereits Handlungsorte von Abenteuern. Grundsätzlich ist die Welt in der historischen Realität der damaligen Zeit verankert, nimmt aber verschiedene Fantasy-Elemente in die Mystery-Geschichten auf. Dazu zählen insbesondere Okkultes, magische Kreaturen, Dämonen, folkloristische Motive, die die Welt prägen. Diese phantastischen Elemente, die überwiegend dem Horror-Genre entstammen, unterstreichen den düsteren Charakter der Erzählwelt.

### Figuren

#### François Guillaume de Tesseraque
François Guillaume de Tesseraque ist ein französischer Arzt, der seit etwa zehn Jahren in London lebt. Er lehrte an der dortigen Universität und praktiziert als Chirurg. Als Anhänger experimenteller Medizin unternahm er unter anderem den Versuch, das Gehirn einer Katze in den Kopf eines Hundes zu transplantieren, wobei beide Tiere nach wenigen Sekunden verstarben. Guillaume ist Verfasser des medizinischen Standardwerks Des corps, spricht fließend Französisch sowie Latein und ist passionierter Angler. Gespielt wird er von Etienne Gardé.

#### Lord Henry Grey
Lord Henry Grey, meist nur „Lord Henry“ genannt, ist der Alleinerbe einer alten britischen Adelsdynastie. Der zynische Aristokrat lebt in großem Reichtum und musste bislang keiner Erwerbsarbeit nachgehen. Aus Langeweile sucht er sein Amüsement darin, Menschen zu manipulieren und das Okkulte zu studieren. Dank seiner exzellenten britischen Ausbildung ist er sowohl in der Duellkunst als auch in der Kunst der Rhetorik bewandert. Nach eigenen Angaben kann er „genauso gut zuzustechen mit Worten, wie mit Säbeln“. Vor allem die Langeweile in seinem Leben und die Sehnsucht nach Abenteuern führten Lord Henry zu seiner Tätigkeit als Ermittler des Okkulten und Übernatürlichen. Gespielt wird er von Nils Bomhoff.

#### Graf Thaddäus Montgomery Krupp von Bohlen und Halbach zu Falkenberg
Graf Thaddäus Montgomery Krupp von Bohlen und Halbach zu Falkenberg, genannt „Graf Mon“, entstammt dem alten deutschen Geldadel. Sein fortgeschrittenes Alter hat ihn zu einem leicht depressiven Nihilisten werden lassen. Eine gängige Redewendung besagt, dass, wer in London etwas besitze, davon ausgehen müsse, dass es in Wahrheit Graf Mon gehöre. Der 78-jährige Graf lebt mit seinem Butler Wilson in einem großen Anwesen in Shoreditch. Verkörpert wird Graf Mon von Simon Krätschmer.

#### Earl D. Wilson
Earl D. Wilson alias Winston, wie er oftmals gerufen wird, ist der langjährige Butler des exzentrischen Grafen Mon. Trotz lebenslanger Treue empfindet Wilson tiefe Abneigung gegenüber seinem Herrn und hegt gelegentlich Mordgedanken. Seine Figur ist durch ständige Demütigungen geprägt, etwa durch vorenthaltene Bezahlung, übermäßige Belastung mit Gepäck oder das Abwälzen einfachster Aufgaben. Charakteristisch für Wilson sind sein auffälliger Ordnungssinn sowie die Fähigkeit, sich blitzschnell verstecken zu können. Dargestellt wird Wilson von Daniel Budimann.

## Veröffentlichungen
Die erste Rollenspielbox zu Morriton Manor erschien 2019 als zweite Erweiterung des T.E.A.R.S.-Regelwerks. Sie enthält das dritte Abenteuer der Morriton-Manor-Reihe (Walpurgisnacht) zum Nachspielen sowie zusätzlich Blanko-Charakterbögen, 28 Itemkarten, einen Brief, ein A3-Poster und einen Downloadcode für sämtliche Inhalte der beiden vorangegangenen Abenteuer sowie die Charakterbögen der vier Hauptfiguren.
Da es sich um eine bloße Erweiterung handelt, ist Morriton Manor darin nicht eigenständig spielbar. Zum Spielen wird das T.E.A.R.S.-Grundregelwerk benötigt, das 2018 als gebundenes Regelwerk in einer Rollenspielbox erschien. Diese enthielt neben 100 Spielkarten und Charakterbögen einen Downloadcode für Abenteuer sowie ein Heft mit dem Abenteuer Patient Zero-One, das die Fortsetzung der ersten Staffel von T.E.A.R.S. darstellt.
Ende 2024 wurde anlässlich der Ausstrahlung des fünften Morriton-Manor-Abenteuers eine weitere Rollenspielbox veröffentlicht. Diese enthielt Miniaturfiguren der Hauptcharaktere, ein W100-Würfelset im Morriton-Manor-Design, einen Lebensenergietracker, ein Pin-Set der Helden, Steckbriefe der Hauptfiguren sowie die Charakterbögen aus dem Abenteuer Soirée Bizarre. Zusätzlich liegen Downloadcodes für alle bisherigen Morriton-Manor-Abenteuer bei. Mit dieser Veröffentlichung verabschiedete sich Rocket Beans TV von ihrem hauseigenen T.E.A.R.S.-Regelwerk: Die Abenteuer dieser Box basieren stattdessen auf dem frei verfügbaren How-to-be-a-Hero-Regelwerk, wodurch sie eigenständig und ohne zusätzliches Grundregelwerk spielbar sind. Ein Erwerb der früheren Walpurgisnacht-Box ist also nicht erforderlich. Sämtliche Rollenspielboxen sind inzwischen ausverkauft und nicht mehr erhältlich.
- Rocket Beans TV(Hrsg.): T.E.A.R.S. Erweiterung – Morriton Manor. Walpurgisnacht, Hamburg 2019.
- Rocket Beans TV(Hrsg.): Morriton Manors Truhe der wundervollen Dinge gegen das Böse, Hamburg 2024.

## Weitere Produkte

### Animationsserie (vermutlich eingestellt)
2021 wurde eine Morriton-Manor-Animationsserie angekündigt. Die Ankündigung erfolgte durch einen Trailer sowie ein Gespräch mit dem Animator Kim Quy Nguyen vom deutschen Animationsstudio SOYBLOQ. Im Trailer sind die Originalsprecher der bekannten Figuren zu hören. Stilistisch ist die Animation in Schwarz-Weiß gehalten, wobei einzelne Akzente in Rot oder Blau gesetzt werden. Angekündigt wurden zunächst zwei Pilotepisoden für das Jahr 2022. Diese können zu einer ersten Staffel mit zehn Folgen und einer in sich abgeschlossenen Handlung ausgebaut werden. Die erste Staffel soll ausschließlich auf dem Morriton-Anwesen spielen und sich auf die Aufdeckung eines dort verborgenen Geheimnisses konzentrieren. Im Mittelpunkt stehen dabei nicht die bekannten Helden aus den Live-Rollenspielabenteuern von Rocket Beans TV, sondern neue Figuren, die von außen in das Geschehen geraten und dabei auf die vertrauten Charaktere treffen. Im Zentrum steht dabei die rothaarige Nichte von Graf Mon, die von Lara Trautmann gesprochen wird. Seit der Ankündigung sind jedoch keine weiteren Informationen zu dem Projekt veröffentlicht worden. Auf der Website des Animationsstudios SOYBLOQ wird die Serie nicht mehr unter den laufenden Projekten aufgeführt und der letzte veröffentlichte News-Artikel zur Serie datiert auf Oktober 2021. Es kann daher angenommen werden, dass das Projekt stillschweigend eingestellt wurde. Eine offizielle Stellungnahme von Rocket Beans TV hierzu liegt bislang nicht vor.

### Morriton Manor Stories: Nordic Whispers (Computerspiel in Entwicklung)
Im Mai 2019 wurde der Beginn der Konzeptphase für ein Computerspiel im Universum von Morriton Manor angekündigt. Im Mai 2024 folgte dann offiziell Morriton Manor: Nordic Whispers mit einer Trailer-Ankündigung. Entwickelt wird das Mystery-Adventure vom deutschen Indie-Studio Backwoods Entertainment in Zusammenarbeit mit Hauke Gerdes, dem Erfinder des Originalformats. Das Spiel greift die charakteristische Mischung aus viktorianischem Horror, schwarzem Humor und übernatürlichen Elementen auf und erweitert das Universum um eine interaktive Erzählebene. Gefördert wird das Projekt zudem von der Film- und Medienstiftung NRW mit 20.000 €. Auf der gamescom 2024 erhielten Besucher dann erstmals die Gelegenheit, Nordic Whispers in einer spielbaren Demo selbst auszuprobieren.
Im Mittelpunkt der Handlung steht die Ermittlerin Leah Glessner, die auf eine abgelegene, von einem düsteren Fluch befallene Insel entsandt wird. Dort soll sie das mysteriöse Verschwinden der bekannten Morriton-Manor-Detektive aufklären. Die Insel befindet sich in einer Zeitschleife, was narrative und spielmechanische Besonderheiten mit sich bringt. Leah verfügt über ein fotografisches Gedächtnis, das als zentrales Spielelement dient: Spieler:innen können Hinweise speichern und abrufen, die Einfluss auf den Verlauf der Geschichte, Würfelwürfe und Charakterwerte nehmen.
Nordic Whispers verbindet klassische Point-and-Click-Mechaniken mit Rollenspielaspekten wie Entscheidungsfreiheit und Charakterentwicklung. Der handgezeichnete Stil orientiert sich visuell an den früheren Titel des Studios, Unforeseen Incidents. Ein konkreter Veröffentlichungstermin steht bislang noch aus, das Spiel ist jedoch bereits auf Steam gelistet. Geplant ist eine Veröffentlichung für Windows, macOS und Linux, mit deutscher und englischer Sprachausgabe.

## Episodenliste
| Teil | Titel                           | Kapiteltitel                      | Ausstrahlung | Spielleitung | Besonderheiten | Aufrufe (Stand April 2025) |
| ---- | ------------------------------- | --------------------------------- | ------------ | ------------ | --- | -------------------------- |
| 1    | Was geschah auf Morriton Manor? | Eine überraschende Einladung      | 24.02.2017   | Hauke Gerdes | Ursprünglich als eigenständiges One-Shot-Abenteuer geplant.                                                                                                   | 3,3 Mio.                   |
| 1    | Was geschah auf Morriton Manor? | Das Geheimnis der Morritons       | 24.03.2017   | Hauke Gerdes | | 1,8 Mio.                   |
| 2    | The Funeral                     | Vier Männer und ein Todesfall (1) | 09.02.2018   | Hauke Gerdes | | 2,1 Mio.                   |
| 2    | The Funeral                     | Vier Männer und ein Todesfall (2) | 10.03.2018   | Hauke Gerdes | Krankheitsbedingt fiel Etienne Gardé aus. Erschien am Abend dann aber doch spontan.                                                                           | 1,5 Mio.                   |
| 3    | Walpurgisnacht                  | Detektiv-Abenteuer (1)            | 18.10.2019   | Hauke Gerdes | Wurde als einziges Morriton-Manor-Abenteuer im hauseigenen T.E.A.R.S.-Regelwerk gespielt, um die parallel dazu erschienene Rollenspielbox bewerben zu können. | 1,5 Mio.                   |
| 3    | Walpurgisnacht                  | Detektiv-Abenteuer (2)            | 25.10.2019   | Hauke Gerdes | Wurde als einziges Morriton-Manor-Abenteuer im hauseigenen T.E.A.R.S.-Regelwerk gespielt, um die parallel dazu erschienene Rollenspielbox bewerben zu können. | 1,1 Mio.                   |
| 4    | Soirée Bizarre                  | Eine unvorhergesehene Feier       | 06.10.2023   | Hauke Gerdes | | 1,6 Mio.                   |
| 4    | Soirée Bizarre                  | Brenzlig                          | 07.10.2023   | Hauke Gerdes | | 800 Tsd.                   |
|      | Nachtmäre                       | Nachtmäre                         | 06.09.2024   | Hauke Gerdes | Spin-Off-Geschichte als Live-Bühnenshow vor Publikum. | 350 Tsd.                   |
| 5    | Scharlatan & Schöpfer           | Schüsse im Express Extraordinaire | 05.09.2024   | Hauke Gerdes | | 800 Tsd.                   |
| 5    | Scharlatan & Schöpfer           | Freundschaft 1000                 | 07.09.2024   | Hauke Gerdes | | 680 Tsd.                   |

## Rezeption
Die im Februar/März 2017 erstmals ausgestrahlte Pen-&-Paper-Geschichte wurde sehr positiv aufgenommen. Besonders gelobt wurden die schauspielerischen und humoristischen Leistungen der vier Spieler, die ihre exzentrischen Charaktere überzeugend und witzig darstellen. Auch Hauke Gerdes' souveräne Spielleitung und Fähigkeit, mit spürbarer Begeisterung in diverse Nebenrollen zu schlüpfen, wurden gelobt. Hervorgehoben wurden außerdem die stimmige Inszenierung mit liebevoll gestalteten Kulissen, Licht- und Soundeffekten sowie der an Tim-Burton-Filme erinnernde viktorianische Stil der Produktion. Die Handlung fand insbesondere dafür Anerkennung, dass sie den Spielern auch viel Raum für Improvisation ließ und nicht starr vorgeplante Rätsel abgehakt wurden.
Zu „Was geschah auf Morriton Manor“ heißt es daher, es sei das
„bisher unterhaltsamste Abenteuer der Gruppe. Alle Stärken konnten hier ausgespielt werden [...].“ – Björn Schmidt: Tripletwenty
Auch innerhalb der Community avancierten Zitate und Running Gags aus dem Auftakt (wie etwa das resignierte „Ich hasse mein Leben!“) schnell zum Kult; im Rocket-Beans-Forum bezeichnen zahlreiche Fans die Episode als eines der besten Produktion des Senders.
Auch die Fortsetzungen des Morriton-Manor-Universums wurden überwiegend positiv aufgenommen. Ankündigungen wurden von reger Diskussion im RBTV-Forum und auf Social Media begleitet, und Live-Zuschauer:innen fieberten bei den Veröffentlichungen jeweils in hoher Zahl mit. Unterschiede in der Wahrnehmung gibt es vor allem in Bezug auf das vierte Abenteuer. Teils harsche bis vernichtende Urteile richteten sich gegen „Soirée Bizarre“. In Fan-Diskussionen wird es etwa als „ein großes Abarbeiten von Raum zu Raum“ beschrieben; es sei „kaum Spannung aufgekommen“, die Folge habe „keine Dramaturgie“ und sei insgesamt „eine absolute Katastrophe“ gewesen. Auch die zweite Episode „The Funeral“ wird von Teilen der Zuschauerschaft kritisch bewertet. So wird sie in Diskussionen als „monoton“ und als „die blasseste von den Vieren“ bezeichnet. Einige empfinden das kürzere Intermezzo im Vergleich zu den übrigen Abenteuern als inhaltlich am ehesten verzichtbar.
In einem Fan-Ranking auf der Plattform Reddit aus dem Oktober 2023 (das fünfte Abenteuer war also noch nicht erschienen) wurde „Was geschah auf Morriton Manor“ mit deutlichem Abstand als beliebtestes Abenteuer der Reihe bewertet. Auf den weiteren Plätzen folgen „The Funeral“, „Walpurgisnacht“ und „Soirée Bizarre“. Das Ranking spiegelt eine anhaltend hohe Wertschätzung des Erstlingsabenteuers wider, während spätere Episoden gemischter aufgenommen wurden. Untermauert wird der Erfolg durch die beachtlichen Zuschauerzahlen. Die auf YouTube veröffentlichten Aufzeichnungen erzielten innerhalb kurzer Zeit sechsstellige Abrufzahlen und überschritten langfristig die Millionengrenze.
2019 wurde Rocket Beans TV dann mit „Was geschah auf Morriton Manor?“ für den Deutschen Rollenspielpreis in der Kategorie Online-Format ausgezeichnet. In der Laudatio lobte die Jury die professionelle technische Umsetzung und den „grandiosen Unterhaltungswert“ und betonte die Vorreiterrolle, um Pen-&-Paper-Rollenspiele in Deutschland einem breiteren jungen Publikum nahezubringen.

## Auszeichnungen
- 2019: Deutscher Rollenspielpreis in der Kategorie Online-Format für „Was geschah auf Morriton Manor?“.[40]